# Angel City Football Club
L'Angel City FC  è una società calcistica di calcio femminile professionistico statunitense con sede a Los Angeles, nello stato federato della California, e che gioca le partite casalinghe presso il Banc of California Stadium, impianto da 22 000 posti.
Fondata nel giugno 2020, dalla stagione 2022 la squadra è iscritta alla National Women's Soccer League (NWSL)

## Storia
Il 21 luglio 2020, è stato annunciato dalla National Women's Soccer League, la massima serie del calcio femminile negli Stati Uniti d'America, che Los Angeles avrebbe ottenuto una franchigia di espansione per la stagione 2022. La squadra è stata annunciata con un gruppo di proprietà a maggioranza femminile guidato dall'attrice Natalie Portman, dalla venture capitalist Kara Nortman, dall'imprenditrice Julie Uhrman e dalla venture capitalist Alexis Ohanian. Altri membri fondatori della squadra includevano la tennista professionista Serena Williams, le attrici Uzo Aduba, Jessica Chastain, America Ferrera, Jennifer Garner ed Eva Longoria, la conduttrice di talk show notturno e YouTuber Lilly Singh, la YouTuber Casey Neistat, ed ex calciatrici della nazionale statunitense tra cui Julie Foudy, Mia Hamm, Rachel Van Hollebeke, Shannon Boxx, Amanda Cromwell, Lorrie Fair, Ronnie Fair, Joy Fawcett, Angela Hucles, Shannon MacMillan, Tisha Venturini, Saskia Webber, Lauren Holiday e Abby Wambach.
Durante il lancio della squadra fu anche annunciato che avrebbero annunciato il loro nome ufficiale prima della fine dell'anno, ma che avrebbero usato "Angel City" come denominazione provvisoria. La squadra era anche in discussione con vari gruppi per un accordo sullo stadio, compresi i LA Galaxy della Major League Soccer.
Nel tempo trascorso da quando il nome del club è stato confermato come Angel City FC il 21 ottobre 2020, sono stati annunciati altri membri del gruppo di proprietà, tra cui la tennista Billie Jean King, l'ex tennista e attuale amministratore di tennis Ilana Kloss, la stella della WNBA Candace Parker, la stella della NHL P.K. Subban, l'attrice e attivista Sophia Bush, la pop star latina Becky G, l'attore e conduttore televisivo James Corden, l'ex stella del calcio internazionale maschile statunitense Cobi Jones, l'offensive lineman della NFL Ryan Kalil e il membro di "The Vlog Squad" Natalie Mariduena.

### Controversie sul nome
L'annuncio dell'accordo di franchigia del gruppo di proprietà di Angel City ha causato un contraccolpo sui social media tra gli appassionati di sport femminili e in particolare di roller derby a causa della lunga esistenza del popolare Angel City Derby, una squadra innovativa della Women's Flat Track Derby Association (WFTDA) di Los Angeles, fondata nel 2005 da pattinatrici; costantemente classificata tra le migliori squadre di derby del mondo. Il 21 ottobre 2020, il club ha confermato ufficialmente che avrebbe mantenuto il nome "Angel City Football Club."

## Strutture

### Stadio
Nel novembre 2020, è stato annunciato che la squadra avrebbe giocato le sue partite casalinghe al Banc of California Stadium, sito nell'Exposition Park nei pressi di Downtown, Los Angeles. Il Banc of California Stadium è anche la sede del Los Angeles Football Club della Major League Soccer.

## Organico

### Rosa 2023
Rosa, ruoli e numeri di maglia come da sito ufficiale, aggiornati al 2 settembre 2023.
| N. |                                 | Ruolo | Calciatrice               |
| -- | ------------------------------- | ----- | ------------------------- |
| 1  | Stati Uniti (bandiera)          | P     | Brittany Isenhour         |
| 2  | Stati Uniti (bandiera)          | A     | Sydney Rae Leroux         |
| 3  | Stati Uniti (bandiera)          | D     | Jasmyne Spencer           |
| 5  | Nuova Zelanda (bandiera)        | D     | Ali Riley (capitano)      |
| 6  | Stati Uniti (bandiera)          | D     | Megan Reid                |
| 7  | Stati Uniti (bandiera)          | A     | Simone Charley            |
| 9  | Stati Uniti (bandiera)          | C     | Savannah McCaskill        |
| 10 | Scozia (bandiera)               | A     | Claire Emslie             |
| 11 | Stati Uniti (bandiera)          | D     | Sarah Gorden              |
| 12 | Stati Uniti (bandiera)          | D     | Merritt Elizabeth Mathias |
| 13 | Bosnia ed Erzegovina (bandiera) | A     | DiDi Haračić              |
| 14 | Stati Uniti (bandiera)          | D     | Paige Nielsen             |
| 15 | Messico (bandiera)              | A     | Scarlett Camberos         |
| 16 | Stati Uniti (bandiera)          | D     | Mary Alice Vignola        |

| N. |                        | Ruolo | Calciatrice           |
| -- | ---------------------- | ----- | --------------------- |
| 17 | Stati Uniti (bandiera) | C     | Dani Weatherholt      |
| 18 | Giappone (bandiera)    | A     | Jun Endō              |
| 19 | Stati Uniti (bandiera) | P     | Angelina Anderson     |
| 21 | Stati Uniti (bandiera) | C     | Alyssa Paola Thompson |
| 23 | Stati Uniti (bandiera) | A     | Christen Press        |
| 24 | Stati Uniti (bandiera) | C     | Mackenzie Pluck       |
| 26 | Francia (bandiera)     | C     | Amandine Henry        |
| 28 | Stati Uniti (bandiera) | C     | Lily Nabet            |
| 29 | Francia (bandiera)     | C     | Clarisse Le Bihan     |
| 33 | Messico (bandiera)     | A     | Katie Johnson         |
| 36 | Stati Uniti (bandiera) | D     | Kelsey Hill           |
| 44 | Stati Uniti (bandiera) | C     | Elizabeth Eddy        |
| 99 | Stati Uniti (bandiera) | D     | Madison Hammond       |

### Rosa 2022
Rosa, ruoli e numeri di maglia come da sito ufficiale, aggiornati al 19 giugno 2022.
| N. |                                 | Ruolo | Calciatrice          |
| -- | ------------------------------- | ----- | -------------------- |
| 1  | Stati Uniti (bandiera)          | P     | Brittany Isenhour    |
| 2  | Stati Uniti (bandiera)          | D     | Megan Reid           |
| 3  | Stati Uniti (bandiera)          | A     | Jasmyne Spencer      |
| 4  | Canada (bandiera)               | D     | Vanessa Gilles       |
| 5  | Nuova Zelanda (bandiera)        | D     | Ali Riley (capitano) |
| 7  | Stati Uniti (bandiera)          | A     | Simone Charley       |
| 8  | Stati Uniti (bandiera)          | C     | Cari Roccaro         |
| 9  | Stati Uniti (bandiera)          | C     | Savannah McCaskill   |
| 11 | Stati Uniti (bandiera)          | D     | Sarah Gorden         |
| 13 | Bosnia ed Erzegovina (bandiera) | P     | DiDi Haračić         |
| 14 | Stati Uniti (bandiera)          | D     | Paige Nielsen        |
| 16 | Stati Uniti (bandiera)          | D     | Mary Alice Vignola   |
| 17 | Stati Uniti (bandiera)          | C     | Dani Weatherholt     |

| N. |                        | Ruolo | Calciatrice               |
| -- | ---------------------- | ----- | ------------------------- |
| 18 | Giappone (bandiera)    | A     | Jun Endō                  |
| 19 | Stati Uniti (bandiera) | C     | Katie Cousins             |
| 20 | Stati Uniti (bandiera) | A     | Tyler Lussi               |
| 21 | Brasile (bandiera)     | C     | Stefany Ferrer Van Ginkel |
| 23 | Stati Uniti (bandiera) | A     | Christen Press            |
| 24 | Stati Uniti (bandiera) | P     | Maia Pérez                |
| 25 | Giamaica (bandiera)    | D     | Allyson Swaby             |
| 26 | Stati Uniti (bandiera) | C     | Hope Breslin              |
| 28 | Stati Uniti (bandiera) | C     | Lily Nabet                |
| 29 | Francia (bandiera)     | C     | Clarisse Le Bihan         |
| 35 | Inghilterra (bandiera) | C     | Miri Taylor               |
| 99 | Stati Uniti (bandiera) | D     | Madison Hammond           |